# Parañaque
Parañaque (philippin : Lungsod ng Parañaque) est l'une des villes et des municipalités qui forment le Grand Manille aux Philippines. Situé sur la baie de Manille à l'ouest, elle est bordée au nord-ouest par Pasay, au nord-est par Taguig, au sud-ouest par Las Piñas et au sud-est Muntinlupa.
La ville comptait 665 822 habitants au recensement de 2015.